# والویوو
والویوو (به لاتین: Valuyevo) یک منطقهٔ مسکونی در روسیه است که در استان آمور واقع شده‌است.